# Freddy Koch
Freddy Koch (* 21. März 1916 in Kopenhagen; † 10. August 1980 in Dänemark) war ein dänischer Film- und Theaterschauspieler sowie Theaterregisseur.

## Biografie
Freddy Koch war der Sohn von Karl Koch († 1943) und seiner Frau Oda Douwe Egberts († 1938) und wuchs in Kopenhagen auf. Er absolvierte seinem Schulabschluss eine Schauspielausbildung an der Schule des Det Kongelige Teater und wurde danach an verschiedenen privaten Theatern engagiert. Anschließend war er über dreißig Jahre am Folketeatret tätig, wo er später auch als Theaterregisseur arbeitete. Ab 1971 war er Rektor der Aarhus Teaterskole und ab 1976 am Aalborg Theatre tätig. Koch war bis zu seinem Tod als Theaterschauspieler und Regisseur aktiv. Des Weiteren war er auch als Filmschauspieler in mehreren Film- und Fernsehserien tätig. In der dänischen Filmreihe der Olsenbande hatte er unter anderem mehrere Auftritte. Auch in der norwegischen Olsenbande spielte er in Olsenbandens siste bedrifter, einer Neuverfilmung des Filmes Der (voraussichtlich) letzte Streich der Olsenbande, die gleiche Rolle als Schweizer Verbindungsmann, Herr Ziegelhofer noch einmal.

## Privates
Koch war ab 1953 für mehrere Jahre mit der dänischen Schauspielerin Birgitte Federspiel verheiratet. Aus der Ehe ging die Tochter Annegine Federspiel hervor. Nach seinem Tod wurde er auf dem Tibirke Kirkegård (Tibirke-Friedhof) in Tisvilde auf Seeland (Nordsjælland) begraben.

## Filmografie

### Spielfilme
- 1945: Rote Wiesen (De røde enge) als Dreyer, Saboteur
- 1949: Hans im Glück als verwegener Bursche
- 1949: For frihet og rett als Ahlgreen-Ussing
- 1951: Familien Schmidt (Gamle synder) als Lehrer William Schmidt
- 1952: Vi arme syndere als Baron Willy von Ehrenburg
- 1953: Den gamle mølle på Mols als Schullehrer
- 1957: Sei lieb zu mir Ingen tid til kjærtegn als Malvolio
- 1960: Tro, håp og trolldom als Gouverneur
- 1960: Det skete på Møllegården als Zollassistent Petersen
- 1961: Alt for kvinden  (Greven på Liljenborg)
- 1961: Flemming på kostskole als Lange
- 1961: Gjøngehøvdingen als Preisrichter Gabel
- 1961: Sommerlandet als Sprecher (Stimme)
- 1965: En venn i bolignøden
- 1965: Kaliber 7,65 – Diebesgrüße aus Kopenhagen (Slå først, Frede!) als Zinck
- 1966: Slap af, Frede! als Beamter
- 1971: Ballade på Christianshavn als Dideriksen (Vogelsammler)
- 1974: Der (voraussichtlich) letzte Streich der Olsenbande (Olsen-bandens sidste bedrifter) als Schweizer Verbindungsmann Ziegelhofer.
- 1975: Olsenbandens siste bedrifter als Schweizer Verbindungsmann Ziegelhofer (norwegische Olsenbande-Neuverfilmung)
- 1976: Die Olsenbande sieht rot (Olsen-banden ser rødt) als holländischer Verbindungsmann
- 1977: Troubadouren als Witwer

### Fernsehserien
- 1965–1965: Melodin som kom bort
- 1965–1965: I brændingen als Ask
- 1965–1965: De blå undulater
- 1974–1974: Søndage med Karl og Gudrun